# Rubberband Girl
〈Rubberband Girl〉은 잉글랜드의 싱어송라이터 케이트 부시의 노래이다. 같은 해에 발매된 부시의 일곱 번째 정규 음반 《The Red Shoes》의 리드 싱글이다.
1993년 9월 6일 EMI 레코드를 통해 발매되어 영국 싱글 차트에서 12위를 기록하면서 2005년 〈King of the Mountain〉이 4위를 기록하기 전까지 부시의 마지막 상위 20위 진입 노래였다. 또한 오스트레일리아, 아일랜드, 네덜란드와 뉴질랜드의 차트에서 상위 40위 이내로 진입했으며, 빌보드 핫 100 차트에서는 88위를 기록하며, 〈Running Up That Hill〉 이후 처음으로 차트에 진입하였다.
〈Rubbeband Girl〉은 총 세 버전이 발매됐다. 음반 버전, 익스텐디드 믹스, 그리고 미국의 DJ 에릭 쿠퍼가 리믹스하여 〈And So Is Love〉 싱글의 B사이드로 발매된 US 믹스가 있다. 2011년, 부시는 아홉 번째 정규 음반 《Director's Cut》에서 노래의 새로운 버전을 공개했다.

## 평가
뮤직 위크의 앨런 존스는 5점 만점에 4점을 주면서 "가장 직접적인 부시 노래"라고 표현하며, "리드미컬하고 거의 야한 곡"이'라고 언급했다. 또한 상업적인 음악으로서 〈Running Up That Hill〉 이후 부시의 첫 10위 이내 진입곡이 될 것이라고 평했다. 멜로디 메이커의 에버렛 트루는 "내 입맛에는 약간 업템포의 곡"이라고 언급했으며, 부시가 "매우 몽환적이고 신비"하던 시절을 선호한다고 언급했다. 하지만 "여전히 나를 끌어들이기에 충분한 괴짜스러움이 있으며, 그녀는 여전히 '괴짜'라는 단어가 모욕적이지 않은 유일한 예술가"라고 덧붙였다.
멜로디 메이커의 또 다른 작가인 크리스 로버츠는 이 곡을 두고 "부치 콜린스를 부끄럽게 하는 베이스 라인이 있는 화려하고 어리석으며 그루비한 싱글"이라고 언급했다. 롤링 스톤의 리처드 C. 월스는 〈Rubberband Girl〉을 "순수한 팝"이라고 언급했으며, 스매시 히츠의 톰 도일은 "프린스 스타일의 드럼이 가게 전체에 퍼지는 펑키함으로 변했기 때문에 약간 충격적"이라고 말하였다.

## 트랙참여진트
| #  | 제목                | 재생 시간 |
| -- | ------------------- | --------- |
| 1. | 〈Rubberband Girl〉 |           |
| 2. | 〈Big Stripey Lie〉 |           |

| #  | 제목                                 | 재생 시간 |
| -- | ------------------------------------ | --------- |
| 1. | 〈Rubberband Girl〉 (extended remix) |           |
| 2. | 〈Rubberband Girl〉                  |           |
| 3. | 〈Big Stripey Lie〉                  |           |

| #  | 제목                               | 재생 시간 |
| -- | ---------------------------------- | --------- |
| 1. | 〈Rubberband Girl〉                |           |
| 2. | 〈Rubberband Girl〉 (extended mix) |           |
| 3. | 〈Big Stripey Lie〉                |           |

| #  | 제목                               | 재생 시간 |
| -- | ---------------------------------- | --------- |
| 1. | 〈Rubberband Girl〉                | 4:42      |
| 2. | 〈Rubberband Girl〉 (extended mix) | 7:07      |
| 3. | 〈Show a Little Devotion〉         | 4:50      |
| 4. | 〈Home for Christmas〉             | 1:45      |

| #  | 제목                  | 재생 시간 |
| -- | --------------------- | --------- |
| 1. | 〈Rubberband Girl〉   |           |
| 2. | 〈This Woman's Work〉 |           |

## 참여진
- 케이트 부시 – 보컬, 키보드
- 대니 매킨토시 – 기타
- 존 기블린 – 베이스 기타
- 스튜어트 엘리엇 – 드럼, 타악기
- 나이젤 히치콕 – 테너 및 바리톤 색소폰
- 스티브 시드웰 – 트럼펫
- 폴 스퐁 – 트럼펫
- 닐 시드웰 – 트롬본

## 차트
| 차트 (1993)                     | 최고 순위 |
| ------------------------------- | --------- |
| 오스트레일리아 (ARIA)           | 39        |
| 벨기에 (울트라탑 50 플랑드르)   | 47        |
| 캐나다 탑 싱글 (RPM)            | 50        |
| 캐나다 어덜트 컨템포러리 (RPM)  | 21        |
| 유럽 (유러피언 핫 100)          | 29        |
| 유럽 (유러피언 힛 라디오)       | 17        |
| 독일 (미디어 컨트롤 AG)         | 65        |
| 아일랜드 (IRMA)                 | 17        |
| 이탈리아 (뮤시카 에 디스키)     | 22        |
| 네덜란드 (싱글 톱 100)          | 37        |
| 뉴질랜드 (레코드 뮤직 NZ)       | 34        |
| 영국 싱글 (오피셜 차트 컴퍼니)  | 12        |
| 영국 에어플레이 (뮤직 위크)     | 10        |
| 미국 빌보드 핫 100              | 88        |
| 미국 얼터너티브 송 (《빌보드》) | 7         |